# Tétraméthylsilane
Le tétraméthylsilane, ou TMS, est un composé chimique de formule Si(CH3)4. Ce composé organosilicié se présente sous la forme d'un liquide incolore très volatil — son point d'ébullition n'est que de 26 °C — extrêmement inflammable et susceptible de former des mélanges explosifs avec l'air. Il est chimiquement relativement inerte[Ce passage est incohérent]. L'action du n-butyllithium LiCH2CH2CH2CH3 sur le tétraméthylsilane conduit à sa déprotonation et donne du triméthylsilylméthyllithium Si(CH3)3CH2Li, qui est un agent alkylant relativement courant. Le tétraméthylsilane est également un précurseur du dioxyde de silicium et du carbure de silicium dans les technologies de dépôt chimique en phase vapeur (CVD).

## Préparation
Le tétraméthylsilane est un sous-produit de la synthèse des méthylchlorosilanes SiCln(CH3)4–n par la réaction de chlorométhane CH3Cl sur le silicium. Les produits les plus utiles de cette synthèse sont ceux avec n = 1, 2 ou 3, soit respectivement le chlorure de triméthylsilyle SiCl(CH3)3, le diméthyldichlorosilane SiCl2(CH3)2 et le méthyltrichlorosilane SiCl3CH3 ; pour n = 4, il s'agit du tétrachlorure de silicium SiCl4 et, pour n = 0, du tétraméthylsilane Si(CH3)4.
Le tétraméthylsilane peut être produit à partir de tétrachlorure de silicium SiCl4 et de chlorure de méthylmagnésium CH3MgBr par une réaction de Grignard. Il peut également être préparé en faisant réagir du chlorure de triméthylsilyle SiCl(CH3)3 avec du chlorure de méthylaluminium sodique NaCH3AlCl3 :
3 NaCl + AlCl3 + 2 Al + 3 CH3Cl ⟶ 3 NaCH3AlCl3 ;
NaCH3AlCl3 + SiCl(CH3)3 ⟶ Si(CH3)4 + NaAlCl4 (en).
En 1865, l'une des premières synthèses du triméthylsilane par Charles Friedel et James Mason Crafts faisait intervenir du tétrachlorure de silicium SiCl4 avec du diméthylzinc Zn(CH3)2 :
SiCl4 + 2 Zn(CH3)2 ⟶ Si(CH3)4 + 2 ZnCl2.

## Applications
Le tétraméthylsilane est utilisé pour l'étalonnage interne des déplacements chimiques pour la spectroscopie RMN du 1H, du 13C et du 29Si dans les solvants organiques dans lesquels le TMS est soluble — δ(1H TMS) = 0,0 ppm par définition. Dans l'eau, où le TMS n'est pas soluble, on emploie le triméthylsilylpropanoate de sodium deutéré (TSP-d4) (CH3)3SiCD2CD2COO−Na+ ou des sels sodiques du DSS (CH3)3SiCH2CH2CH2SO3−Na+. La volatilité du TMS permet de l'évaporer facilement, ce qui facilite la récupération des échantillons analysés par spectroscopie RMN.
Bien que le tétraméthylsilane soit chimiquement plutôt inerte, il a été utilisé avec succès comme agent de méthylation dans des réactions de transmétallation :
Si(CH3)4 + GaCl3 ⟶ SiCl(CH3)3 + GaCl2CH3.